# 初體驗
「初體驗」（はじめての経験）是日本的女子偶像歌手真野惠里菜的第2张单曲。2009年5月20日由hachama发售。

## 概要
- 「初體驗」是TBS電視台節目「メガデジ」的片尾曲。
- 此單曲有4個版本，分別有「初回生産限定盤A - C」和「CD ONLY」。「初回生産限定盤A」收錄了「初體驗」的PV。
- 在6月1日於公信榜单曲週排行榜取得第6位。此單曲成為真野惠里菜出道以來首週銷量最高的單曲。（22,107萬）

## 收錄内容

### CD（初回生産限定盤A - C、CD ONLY）
1. 初體驗
（作詞：三浦徳子 作曲：KAN 編曲：たいせい）
2. 愛哭的膽小鬼（ナキムシ・ヨワムシ）
（作詞：三浦徳子 作曲：KAN 編曲：corin.）
3. 初體驗(Instrumental)

### DVD（初回生産限定盤A）
1. 初體驗（Piano Ver.）